# برت نیوتن
برت نیوتن (انگلیسی: Bert Newton؛ زادهٔ ۲۳ ژوئیهٔ ۱۹۳۸) سرگرمی‌ساز، مجری تلویزیونی و ستاره مشهور اهل استرالیا است. وی بین سال‌های ۱۹۵۲ تا ۲۰۱۵ میلادی فعالیت می‌کرد.
او در مجموع ۹ مرتبه برندهٔ جایزه لوگی شده‌است که ۴ تای آنها، لوگی زرین بوده‌است.